# Annulopatellina
Annulopatellina, en ocasiones erróneamente denominado Anulopatellina, es un género de foraminífero bentónico de la familia Annulopatellinidae, de la superfamilia Annulopatellinoidea, del suborden Buliminina y del orden Buliminida. Su especie tipo es Orbitolina annularis. Su rango cronoestratigráfico abarca desde el Mioceno hasta la Actualidad.

## Discusión
Clasificaciones previas incluían Annulopatellina en el suborden Rotaliina del orden Rotaliida

## Clasificación
Annulopatellina incluye a las siguientes especies:
- Annulopatellina advena
- Annulopatellina annularis